# Robert Scholz

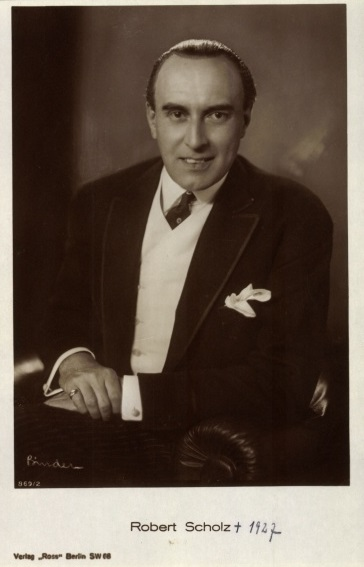
Robert Scholz.

Robert Scholz, född 23 april 1886, död 10 oktober 1927 i Berlin, var en tysk skådespelare. 

## Filmografi (urval)
- 1923 – Fröken Fob
- 1923 – En jude
- 1923 – Storhertigens finanser